# Elezioni parlamentari in Belgio del 1995
Le elezioni parlamentari in Belgio del 1995 si tennero il 21 maggio per il rinnovo del Parlamento federale (Camera dei rappresentanti e Senato). In seguito all'esito elettorale, Jean-Luc Dehaene, espressione del Partito Popolare Cristiano, fu confermato Primo ministro.
Sono state le prime elezioni dopo la riforma costituzionale della Legge fondamentale belga del 1993, che ha trasformato formalmente il paese in uno stato federale e ridotto il numero di seggi alla Camera (da 212 a 150) e al Senato (da 70 a 40).

## Risultati

### Camera dei rappresentanti
| Liste                                                            | Voti      | %     | Seggi |
| ---------------------------------------------------------------- | --------- | ----- | ----- |
| Partito Popolare Cristiano                                       | 1 042 933 | 17,18 | 29    |
| Liberali e Democratici Fiamminghi                                | 798 363   | 13,15 | 21    |
| Partito Socialista (SP)                                          | 762 444   | 12,56 | 20    |
| Partito Socialista (PS)                                          | 720 819   | 11,87 | 21    |
| Partito Riformatore Liberale - Fronte Democratico dei Francofoni | 623 250   | 10,26 | 18    |
| Blocco Fiammingo                                                 | 475 677   | 7,83  | 11    |
| Partito Social-Cristiano                                         | 469 101   | 7,73  | 12    |
| Unione Popolare                                                  | 283 516   | 4,67  | 5     |
| Agalev                                                           | 269 058   | 4,43  | 5     |
| Ecolo                                                            | 243 362   | 4,01  | 6     |
| Fronte Nazionale                                                 | 138 496   | 2,28  | 2     |
| Invecchiare con Dignità                                          | 51 422    | 0,85  | –     |
| BANAAN                                                           | 40 098    | 0,66  | –     |
| Partito del Lavoro del Belgio                                    | 37 099    | 0,61  | –     |
| Agir                                                             | 15 374    | 0,25  | –     |
| Unie                                                             | 13 878    | 0,23  | –     |
| Belgio-Europa-Belgio                                             | 10 186    | 0,17  | –     |
| Partito Popolare Fiammingo                                       | 8 480     | 0,14  | –     |
| Wallon                                                           | 6 462     | 0,11  | –     |
| Partito Comunista (Vallonia-Bruxelles)                           | 6 277     | 0,10  | –     |
| Altri <0,10%                                                     | 55 756    | 0,92  | –     |
| Totale                                                           | 6 072 051 | 100   | 150   |

- Risultano da una sommatoria i voti delle liste di seguito indicate.

1. Invecchiare con Dignità: WOW 26.227 voti (omessi nella fonte per mero refuso, come riscontrabile in altro https://webarchiveorg/web/20001027051002fw_/http://mibzfgovbe/pd/pdb/frdb04htm[collegamento interrotto], coerente col totale dei voti validi indicato) e WOW 25.195 voti, presenti in liste fra loro concorrenti.
2. Partito del Lavoro del Belgio: Partito del Lavoro - Unità Antifascista (PvdA-AE) 20.997 voti, nelle Fiandre; Partito del Lavoro del Belgio - Unità Antifascista (PTB-UA) 13.250 voti, in Vallonia; Partito del Lavoro del Belgio/Partito del Lavoro (PvdA/PTB) 2.852 voti, nella circoscrizione di Bruxelles-Hal-Vilvorde.
3. Unie: 11.779 voti e 2.099 voti.
4. Belgio-Europa-Belgio: 5.171 voti e 5.015 voti.

### Senato
| Liste                                                            | Voti      | %     | Seggi |
| ---------------------------------------------------------------- | --------- | ----- | ----- |
| Partito Popolare Cristiano                                       | 1 009 656 | 16,85 | 7     |
| Liberali e Democratici Fiamminghi                                | 796 154   | 13,29 | 6     |
| Partito Socialista (SP)                                          | 792 941   | 13,23 | 6     |
| Partito Socialista (PS)                                          | 764 610   | 12,76 | 5     |
| Partito Riformatore Liberale - Fronte Democratico dei Francofoni | 672 798   | 11,23 | 5     |
| Blocco Fiammingo                                                 | 463 896   | 7,74  | 3     |
| Partito Social-Cristiano                                         | 434 492   | 7,25  | 3     |
| Unione Popolare                                                  | 318 453   | 5,31  | 2     |
| Ecolo                                                            | 258 635   | 4,32  | 2     |
| Agalev                                                           | 223 355   | 3,73  | 1     |
| Invecchiare con Dignità                                          | 53 339    | 0,89  | –     |
| Partito del Lavoro del Belgio                                    | 38 274    | 0,64  | –     |
| BANAAN                                                           | 31 956    | 0,53  | –     |
| Lista Père Samuel                                                | 31 392    | 0,52  | –     |
| Vlaams                                                           | 22 632    | 0,38  | –     |
| Hoera                                                            | 20 790    | 0,35  | –     |
| GU                                                               | 15 994    | 0,27  | –     |
| Partito dei Belgi Germanofoni                                    | 13 762    | 0,23  | –     |
| Altri                                                            | 29 196    | 0,49  | –     |
| Totale                                                           | 5 992 325 | 100   | 40    |

- Derivano da una sommatoria i voti delle liste di seguito indicate.

1. Invecchiare con Dignità: WOW 32.913 voti e WOW 20.426 voti, presenti in liste tra loro concorrenti
2. Partito del Lavoro del Belgio: Partito del Lavoro - Unità Antifascista (PvdA-AE) 21.607 voti, nelle Fiandre e nella porzione fiamminga della circoscrizione di Bruxelles-Hal-Vilvorde; Partito del Lavoro del Belgio (PTB) 16.667 voti, in Vallonia e nella porzione francofona della circoscrizione di Bruxelles-Hal-Vilvorde.